# Desalinizadora Aguas Pacífico
La desalinizadora Aguas Pacífico es un proyecto en construcción para una planta desalinizadora de agua de mar ubicada en Puchuncaví, en la Región de Valparaíso, con una capacidad de 1000 l/s para uso múltiple. La producción de agua comenzará en 2026.

## Ubicación
La instalaciones desalinizadoras están emplazadas en Puchuncaví, el muelle de Oxiquim y el muelle de Puerto Ventanas, pero será distribuida mediante un acueducto de 105 km de longitud atravesando las comunas de Puchuncaví, Quintero, Quillota, Limache, Olmué en la Región de Valparaíso, y por la comuna de Til Til en la Región Metropolitana donde Quilapilún será el punto final del acueducto sirviendo a 8 comunidades mediante la instalación de 5 estanques de almacenamiento y reparto.

## Construcción
El proyecto se inició en 2016 con una inversión de US$ 1000 millones aunque la construcción solo pudo comenzar en 2023 después de obtener todos los permisos. Las obras darán empleo a 2000 personas en la fase peak de la construcción en una zona que ha perdido muchos puestos de trabajo con el cierre de la fundición Ventanas.

Esquema de las instalaciones en la Desalinizadora Aguas Pacífico.

## Función
La planta funciona con osmosis inversa y ha firmado un contrato con la empresa eléctrica Colbún para recibir solo energía de fuentes renovables, con lo que "no tendrá chimeneas". La planta suministrará agua potable a 40000 personas y a la mina Los Bronces de la Anglo American.